# István Vincze
István Vincze (Tatabánya, 22 gennaio 1967) è un ex calciatore e allenatore di calcio ungherese, di ruolo attaccante.

## Caratteristiche tecniche
Di piede mancino, era un'ala sinistra dotata di buona velocità e di tiro potente.

## Carriera

### Club
Si mise in luce nella squadra della propria città, il Tatabánya, con cui debuttò giovanissimo e siglò 37 reti in 91 presenze in campionato.
Notato dai dirigenti del Lecce, approdò nel Salento nell'estate del 1988, all'età di 21 anni. Il Lecce allenato da Carlo Mazzone conseguì brillantemente l'obiettivo della salvezza, con la squadra che concluse la stagione 1988-1989 al nono posto con 31 punti. Il contributo di Vincze fu, tuttavia, modesto: in 17 presenze realizzò soltanto un gol, contro il Pescara alla dodicesima giornata. Il buon campionato dei salentini convinse, però, la dirigenza a dargli un'altra occasione e fu così confermato nella rosa dell'annata seguente. La stagione 1989-1990 fu più complicata per i giallorossi, che stavolta si salvarono per il rotto della cuffia: si piazzarono quattordicesimi con 28 punti in classifica, giusto una lunghezza in più dell'Udinese. L'annata di Vincze fu migliore della precedente sia per quanto riguarda le presenze sia per quanto concerne le reti realizzate, con 28 gettoni e 3 centri, tra i quali il gol-partita allo Stadio della Vittoria nel derby Bari-Lecce del 25 febbraio 1990, valido per la 26ª giornata di campionato e terminato 0-1 in favore dei giallorossi proprio grazie ad una sua conclusione appena dentro l'area di rigore.
Al termine del campionato non venne confermato e tornò in patria, dove militò prima nell'Honvéd, con cui vinse due campionanti, e in seguito nel BVSC Budapest.
Nel 1996 tentò un'altra avventura oltre confine, andando a giocare in Belgio, nel Germinal Ekeren, dove però collezionò solamente una presenza. Nel 1997 si trasferì in Portogallo, alla Campomaiorense e poi al Santa Clara. Chiuse poi la carriera nel 2002, dopo aver disputato in Ungheria le sue ultime stagioni, ancora nel Tatabánya, nel Pécs e nel Vasas.

### Nazionale
Nel 1986 esordì nella nazionale ungherese contro il Qatar. Conta 42 presenze e 8 gol in nazionale fino al 1996.

## Statistiche

### Cronologia presenze e reti in nazionale
| Cronologia completa delle presenze e delle reti in nazionale ― Ungheria | Cronologia completa delle presenze e delle reti in nazionale ― Ungheria | Cronologia completa delle presenze e delle reti in nazionale ― Ungheria | Cronologia completa delle presenze e delle reti in nazionale ― Ungheria | Cronologia completa delle presenze e delle reti in nazionale ― Ungheria | Cronologia completa delle presenze e delle reti in nazionale ― Ungheria | Cronologia completa delle presenze e delle reti in nazionale ― Ungheria | Cronologia completa delle presenze e delle reti in nazionale ― Ungheria |
| Data                                                                    | Città                                                                   | In casa                                                                 | Risultato                                                               | Ospiti                                                                  | Competizione                                                            | Reti                                                                    | Note                                                                    |
| ----------------------------------------------------------------------- | ----------------------------------------------------------------------- | ----------------------------------------------------------------------- | ----------------------------------------------------------------------- | ----------------------------------------------------------------------- | ----------------------------------------------------------------------- | ----------------------------------------------------------------------- | ----------------------------------------------------------------------- |
| 2-2-1986                                                                | Doha                                                                    | Qatar                                                                   | 0 – 3                                                                   | Ungheria                                                                | Amichevole                                                              | -                                                                       | 71’                                                                     |
| 9-9-1986                                                                | Oslo                                                                    | Norvegia                                                                | 0 – 0                                                                   | Ungheria                                                                | Amichevole                                                              | -                                                                       | 72’                                                                     |
| 17-5-1987                                                               | Budapest                                                                | Ungheria                                                                | 5 – 3                                                                   | Polonia                                                                 | Qual. Euro 1988                                                         | 1                                                                       |                                                                         |
| 28-7-1987                                                               | Lipsia                                                                  | Germania Est                                                            | 0 – 0                                                                   | Ungheria                                                                | Amichevole                                                              | -                                                                       |                                                                         |
| 2-12-1987                                                               | Budapest                                                                | Ungheria                                                                | 1 – 0                                                                   | Cipro                                                                   | Qual. Euro 1988                                                         | -                                                                       | 80’                                                                     |
| 26-3-1988                                                               | Bruxelles                                                               | Belgio                                                                  | 3 – 0                                                                   | Ungheria                                                                | Amichevole                                                              | -                                                                       | 73’                                                                     |
| 27-4-1988                                                               | Budapest                                                                | Ungheria                                                                | 0 – 0                                                                   | Inghilterra                                                             | Amichevole                                                              | -                                                                       |                                                                         |
| 4-5-1988                                                                | Budapest                                                                | Ungheria                                                                | 3 – 0                                                                   | Islanda                                                                 | Amichevole                                                              | 1                                                                       | 46’                                                                     |
| 10-5-1988                                                               | Budapest                                                                | Ungheria                                                                | 2 – 2                                                                   | Danimarca                                                               | Amichevole                                                              | -                                                                       | 56’                                                                     |
| 17-5-1988                                                               | Budapest                                                                | Ungheria                                                                | 0 – 4                                                                   | Austria                                                                 | Amichevole                                                              | -                                                                       | 27’ 58’                                                                 |
| 31-8-1988                                                               | Linz                                                                    | Austria                                                                 | 0 – 0                                                                   | Ungheria                                                                | Amichevole                                                              | -                                                                       | 54’                                                                     |
| 21-9-1988                                                               | Reykjavík                                                               | Islanda                                                                 | 0 – 3                                                                   | Ungheria                                                                | Amichevole                                                              | 1                                                                       |                                                                         |
| 19-10-1988                                                              | Budapest                                                                | Ungheria                                                                | 1 – 0                                                                   | Irlanda del Nord                                                        | Qual. Mondiali 1990                                                     | 1                                                                       | 82’                                                                     |
| 15-11-1988                                                              | Il Pireo                                                                | Grecia                                                                  | 3 – 0                                                                   | Ungheria                                                                | Amichevole                                                              | -                                                                       | 46’                                                                     |
| 11-12-1988                                                              | Ta' Qali                                                                | Malta                                                                   | 2 – 2                                                                   | Ungheria                                                                | Qual. Mondiali 1990                                                     | 1                                                                       | 73’                                                                     |
| 26-4-1989                                                               | Taranto                                                                 | Italia                                                                  | 4 – 0                                                                   | Ungheria                                                                | Amichevole                                                              | -                                                                       | 65’                                                                     |
| 4-6-1989                                                                | Dublino                                                                 | Irlanda                                                                 | 2 – 0                                                                   | Ungheria                                                                | Qual. Mondiali 1990                                                     | -                                                                       | 72’                                                                     |
| 11-10-1989                                                              | Budapest                                                                | Ungheria                                                                | 2 – 2                                                                   | Spagna                                                                  | Qual. Mondiali 1990                                                     | -                                                                       |                                                                         |
| 17-4-1991                                                               | Budapest                                                                | Ungheria                                                                | 0 – 1                                                                   | Unione Sovietica                                                        | Qual. Euro 1992                                                         | -                                                                       | 70’                                                                     |
| 11-9-1991                                                               | Győr                                                                    | Ungheria                                                                | 1 – 2                                                                   | Irlanda                                                                 | Amichevole                                                              | -                                                                       | 65’                                                                     |
| 25-3-1992                                                               | Budapest                                                                | Ungheria                                                                | 2 – 1                                                                   | Austria                                                                 | Amichevole                                                              | -                                                                       | 46’                                                                     |
| 29-4-1992                                                               | Užhorod                                                                 | Ucraina                                                                 | 1 – 3                                                                   | Ungheria                                                                | Amichevole                                                              | -                                                                       |                                                                         |
| 12-5-1992                                                               | Budapest                                                                | Ungheria                                                                | 0 – 1                                                                   | Inghilterra                                                             | Amichevole                                                              | -                                                                       |                                                                         |
| 27-5-1992                                                               | Stoccolma                                                               | Svezia                                                                  | 2 – 1                                                                   | Ungheria                                                                | Amichevole                                                              | -                                                                       |                                                                         |
| 3-6-1992                                                                | Budapest                                                                | Ungheria                                                                | 1 – 2                                                                   | Islanda                                                                 | Qual. Mondiali 1994                                                     | -                                                                       | 54’                                                                     |
| 28-4-1993                                                               | Mosca                                                                   | Russia                                                                  | 3 – 0                                                                   | Ungheria                                                                | Qual. Mondiali 1994                                                     | -                                                                       | 76’                                                                     |
| 8-9-1993                                                                | Budapest                                                                | Ungheria                                                                | 1 – 3                                                                   | Russia                                                                  | Qual. Mondiali 1994                                                     | -                                                                       |                                                                         |
| 27-10-1993                                                              | Budapest                                                                | Ungheria                                                                | 1 – 0                                                                   | Lussemburgo                                                             | Qual. Mondiali 1994                                                     | -                                                                       | 22’                                                                     |
| 9-3-1994                                                                | Budapest                                                                | Ungheria                                                                | 1 – 2                                                                   | Svizzera                                                                | Amichevole                                                              | -                                                                       | cap. 46’                                                                |
| 6-4-1994                                                                | Szombathely                                                             | Ungheria                                                                | 0 – 1                                                                   | Slovenia                                                                | Amichevole                                                              | -                                                                       | 46’                                                                     |
| 20-4-1994                                                               | Copenaghen                                                              | Danimarca                                                               | 3 – 1                                                                   | Ungheria                                                                | Amichevole                                                              | 1                                                                       | 76’                                                                     |
| 4-5-1994                                                                | Cracovia                                                                | Polonia                                                                 | 3 – 2                                                                   | Ungheria                                                                | Amichevole                                                              | 1                                                                       | 46’                                                                     |
| 18-5-1994                                                               | Győr                                                                    | Ungheria                                                                | 2 – 2                                                                   | Croazia                                                                 | Amichevole                                                              | -                                                                       |                                                                         |
| 1-6-1994                                                                | Eindhoven                                                               | Paesi Bassi                                                             | 7 – 1                                                                   | Ungheria                                                                | Amichevole                                                              | -                                                                       | 46’                                                                     |
| 29-3-1995                                                               | Budapest                                                                | Ungheria                                                                | 2 – 2                                                                   | Svizzera                                                                | Qual. Euro 1996                                                         | -                                                                       | 78’                                                                     |
| 26-4-1995                                                               | Budapest                                                                | Ungheria                                                                | 2 – 1                                                                   | Svezia                                                                  | Qual. Euro 1996                                                         | -                                                                       | 39’ 68’                                                                 |
| 11-6-1995                                                               | Reykjavík                                                               | Islanda                                                                 | 2 – 1                                                                   | Ungheria                                                                | Qual. Euro 1996                                                         | 1                                                                       | 69’                                                                     |
| 11-10-1995                                                              | Zurigo                                                                  | Svizzera                                                                | 3 – 0                                                                   | Ungheria                                                                | Qual. Euro 1996                                                         | -                                                                       |                                                                         |
| 11-11-1995                                                              | Budapest                                                                | Ungheria                                                                | 1 – 0                                                                   | Islanda                                                                 | Qual. Euro 1996                                                         | -                                                                       | 88’                                                                     |
| 24-4-1996                                                               | Budapest                                                                | Ungheria                                                                | 0 – 2                                                                   | Austria                                                                 | Amichevole                                                              | -                                                                       |                                                                         |
| 18-5-1996                                                               | Londra                                                                  | Inghilterra                                                             | 3 – 0                                                                   | Ungheria                                                                | Amichevole                                                              | -                                                                       | 80’                                                                     |
| 1-6-1996                                                                | Budapest                                                                | Ungheria                                                                | 0 – 2                                                                   | Italia                                                                  | Amichevole                                                              | -                                                                       | 69’                                                                     |
| Totale                                                                  |                                                                         | Presenze                                                                | 42                                                                      |                                                                         | Reti                                                                    | 8                                                                       |                                                                         |

## Palmarès

### Club

#### Competizioni nazionali
- Campionato ungherese: 2

Honved: 1990-1991, 1992-1993